# West of Loathing
West of Loathing è un videogioco di ruolo del 2017 sviluppato e pubblicato da Asymmetric Publications.

## Accoglienza
Rolling Stone ha definito West of Loathing uno dei migliori giochi del 2017. Per lo staff di PC Gamer è considerato "Best Comedy Game 2017", mentre Polygon l'ha inserito al sedicesimo posto nella sua lista dei 50 giochi migliori del 2017. È stato inoltre candidato come gioco dell'anno per PC ai Golden Joystick Awards.